# Mitologia inca
Mitologia inca é o conjunto dos mitos fundamentais da civilização inca.

## Mitos fundamentais
Segundo os incas, o criador supremo do mundo era Viracocha. Ele criou os homens a partir do barro e os colocou em cavernas, de onde eles saíram para o mundo exterior. Ele também criou o sol, a lua e as estrelas a partir do lago Titicaca. A divindade mais importante para os incas, no entanto, era Inti, o deus do sol. Ele enviou seus dois filhos Manco Cápac e sua filha Mama-Quilla (deusa da Lua, da fertilidade, do casamento e das mulheres) para uma Terra caótica e escura. Manco Cápac e Mama-Quilla eram casados. Eles chegaram erguendo-se das águas do lago Titicaca e, em busca de um lugar para estabelecer seu reino, seguiram em direção noroeste, até o vale do rio Huatanay.
Ali, Manco revirou a terra com seu cajado, encontrou solo espesso e fértil e chamou o local de Cusco ("umbigo do mundo"). A cidade se tornou o centro do poder, da religião e da cultura inca. Manco Cápac se tornou rei e passou a ensinar a arte da civilização para os homens. Todos os reis incas se consideravam descendentes de Manco Cápac. Outra divindade importante era Pacha Mama, a deusa da terra.